# Yawata, Kyōto
Yawata (八幡市 Yawata-shi) là một thành phố thuộc phủ Kyōto, Nhật Bản.